# Kirchliches Lehramt
Das kirchliche Lehramt (magisterium ecclesiae) ist in den Kirchen die Lehrautorität, die von bestimmten Amtsträgern und kirchlichen Instanzen ausgeübt wird.

## Geschichte
Das kirchliche Lehramt entwickelte sich in der Kirchengeschichte in Zusammenhang mit dem Bischofsamt, vor allem der Entstehung des monarchischen Episkopats. Ergebnis dieser Entwicklung war der Primat des Papstes in der westlichen Christenheit, der sich zuerst noch im Sinne eines ius appellationis und später durch das Unfehlbarkeitsdogma des Ersten Vatikanischen Konzils zuspitzte. Als Grundlage kirchlichen Lehrens gelten Schrift und Tradition.
Im Gegensatz dazu formulierte Martin Luther 1523, „dass eine christliche Versammlung oder Gemeinde Recht und Macht habe, alle Lehre zu beurteilen und Lehrer zu berufen, ein- und abzusetzen“. Richtschnur sei dabei allein die Bibel. Im Zuge der Konsolidierung der Reformation wurde die Lehrbeurteilung auf die Ebene der Landeskirchen gehoben, und neben die Bibel traten als Sekundärnormen die Bekenntnisschriften.

## Römisch-katholisches Verständnis
Das kirchliche Lehramt steht nach römisch-katholischem Verständnis in Kontinuität der von Jesus Christus seinen Aposteln verliehenen und durch die Geschichte hindurch tradierten Autorität. Es gewährleistet in der Weltkirche die Verbindlichkeit des römisch-katholischen Glaubens, legt diesen umfassend dar, interpretiert ihn und schützt ihn vor Verfälschungen.
Es wird zwischen ordentlichem und außerordentlichem Lehramt unterschieden. Das ordentliche Lehramt haben jeder Bischof, die Gemeinschaft aller Bischöfe mit Papst, sowie der Papst an sich inne. Das außerordentliche Lehramt übt ein Konzil aller Bischöfe in Gemeinschaft mit dem Papst aus, wie auch der Papst allein, sofern er ex cathedra spricht.
Entscheidungen des höchsten Lehramts haben formal qua ihrer Autorität Geltung auch ohne Rezeption durch die Gläubigen oder andere kirchliche Instanzen. Sie sind jedoch inhaltlich an den Glauben der Kirche gebunden, den sie explizieren, und zielen auf den Konsens des Gottesvolks. Die Dogmatik unterscheidet hinsichtlich Gewissheit und Verbindlichkeit von Glaubenslehren die Gewissheitsgrade oder Nota.

## Evangelisches Verständnis
In den evangelischen Kirchen sind mit Lehramt zum einen die Ausübung der öffentlichen Verkündigung sowie zum anderen verbindliche Lehrentscheidungen der Kirchenleitung gemeint. Das Lehramt der Kirche wird also gemeinschaftlich ausgeübt. Die Träger des Lehramts sind unter anderem diejenigen, die durch Ordination und Vokation zum kirchlichen Amt berufen sind, sowie Synoden und weitere Organe der Kirchenleitungen. Häufig kommt in einzelnen Kirchenordnungen den Bischöfen ein besonderes Wächteramt zu. Dieses ist jedoch auch in das gemeinschaftlich getragene Lehramt eingebettet.